# Volkswagen EA827
EA827 er en gruppe af benzinmotorer, der oprindeligt blev udviklet af Audi under Ludwig Kraus' ledelse og introduceret i 1972 med Audi 80 B1 og som er blevet anvendt i en lang række af Volkswagen Gruppens modeller. Motoren er en slidstærk vandkølet motor med fire eller otte cylindere.
1,6 liter motoren med 101 hk blev i 1994 indført i Volkswagen Golf III, Vento og Passat (dog ikke i Danmark) samt i Audi A4. I de sidste udgaver af Volkswagen Vento og Golf Cabriolet blev den dog i Danmark solgt i stedet for 1,8 liters motoren med 90 hk.
I 2000 blev 1,6 liters motoren med 101 hk erstattet af den nye 1,6 liters motor med 105 hk og 16 ventiler, mens den i Golf IV og Bora fortsatte med automatgear. Desuden fortsatte den i Polo Classic og Variant samt i Passat.
Golf V, som blev introduceret i 2003, fik dog ikke den 16-ventilede 1,6 liters motor, men en lettere modificeret version af den 8-ventilede 1,6 liters motor med 102 hk.

## Tekniske specifikationer
|                                                  | AEK                            | AFT                                   | ADP                            | AHL                            | AKL                                 |
| ------------------------------------------------ | ------------------------------ | ------------------------------------- | ------------------------------ | ------------------------------ | ----------------------------------- |
| Antal cylindre                                   | 4 i række                      | 4 i række                             | 4 i række                      | 4 i række                      | 4 i række                           |
| Antal knastaksler (overliggende, tandremsdrevne) | 1                              | 1                                     | 1                              | 1                              | 1                                   |
| Antal ventiler pr. cylinder (total)              | 2 (8)                          | 2 (8)                                 | 2 (8)                          | 2 (8)                          | 2 (8)                               |
| Slagvolumen (cm3)                                | 1598                           | 1595                                  | 1595                           | 1595                           | 1595                                |
| Boring (mm)                                      | 76,5                           | 81,0                                  | 81,0                           | 81,0                           | 81,0                                |
| Slaglængde (mm)                                  | 86,9                           | 77,4                                  | 77,4                           | 77,4                           | 77,4                                |
| Kompressionsforhold                              | 10,3:1                         | 10,5:1                                | 10,3:1                         | 10,3:1                         | 10,3:1                              |
| Max. effekt kW (HK) ved/ O pr min                | 74 (101) / 5800                | 74 (101) / 5800                       | 74 (101) / 5300                | 74 (101) / 5300                | 74 (101) / 5600                     |
| Moment (Nm) ved/ O pr min                        | 135 / 4400                     | 140 / 3500                            | 140 / 3800                     | 140 / 3800                     | 145 / 3800                          |
| Fødesystem                                       | Multipoint benzinindsprøjtning | Multipoint benzinindsprøjtning        | Multipoint benzinindsprøjtning | Multipoint benzinindsprøjtning | Multipoint benzinindsprøjtning      |
| Oliekapacitet (liter)                            | 3,8                            | 3,8                                   | 3,5                            | 3,0                            | 3,5                                 |
| Modeller                                         | Golf III, Vento, Passat        | Golf III, Vento, Polo Classic/Variant | Passat                         | Passat                         | Golf IV, Bora, Polo Classic/Variant |

|                                                  | AEH                                 | APF                                 | AUR                            | AVU                            | ALZ                            |
| ------------------------------------------------ | ----------------------------------- | ----------------------------------- | ------------------------------ | ------------------------------ | ------------------------------ |
| Antal cylindre                                   | 4 i række                           | 4 i række                           | 4 i række                      | 4 i række                      | 4 i række                      |
| Antal knastaksler (overliggende, tandremsdrevne) | 1                                   | 1                                   | 1                              | 1                              | 1                              |
| Antal ventiler pr. cylinder (total)              | 2 (8)                               | 2 (8)                               | 2 (8)                          | 2 (8)                          | 2 (8)                          |
| Slagvolumen (cm3)                                | 1595                                | 1595                                | 1595                           | 1595                           | 1595                           |
| Boring (mm)                                      | 81,0                                | 81,0                                | 81,0                           | 81,0                           | 81,0                           |
| Slaglængde (mm)                                  | 77,4                                | 77,4                                | 77,4                           | 77,4                           | 77,4                           |
| Kompressionsforhold                              | 10,5:1                              | 10,3:1                              | 10,3:1                         | 10,3:1                         | 10,3:1                         |
| Max. effekt kW (HK) ved/ O pr min                | 74 (101) / 5600                     | 74 (101) / 5600                     | 74 (101) / 5600                | 75 (102) / 5600                | 75 (102) / 5600                |
| Moment (Nm) ved/ O pr min                        | 145 / 3800                          | 145 / 3800                          | 145 / 3800                     | 148 / 3800                     | 148 / 3800                     |
| Fødesystem                                       | Multipoint benzinindsprøjtning      | Multipoint benzinindsprøjtning      | Multipoint benzinindsprøjtning | Multipoint benzinindsprøjtning | Multipoint benzinindsprøjtning |
| Oliekapacitet (liter)                            | 3,5                                 | 3,5                                 | 3,5                            | 4,5                            | 3,5                            |
| Modeller                                         | Golf IV, Bora, Polo Classic/Variant | Golf IV, Bora, Polo Classic/Variant | Polo Classic/Variant           | Golf IV, Bora                  | Passat                         |

|                                                  | BFQ                            | BGU                            | BSE                            | BSF                            |
| ------------------------------------------------ | ------------------------------ | ------------------------------ | ------------------------------ | ------------------------------ |
| Antal cylindre                                   | 4 i række                      | 4 i række                      | 4 i række                      | 4 i række                      |
| Antal knastaksler (overliggende, tandremsdrevne) | 1                              | 1                              | 1                              | 1                              |
| Antal ventiler pr. cylinder (total)              | 2 (8)                          | 2 (8)                          | 2 (8)                          | 2 (8)                          |
| Slagvolumen (cm3)                                | 1595                           | 1595                           | 1595                           | 1595                           |
| Boring (mm)                                      | 81,0                           | 81,0                           | 81,0                           | 81,0                           |
| Slaglængde (mm)                                  | 77,4                           | 77,4                           | 77,4                           | 77,4                           |
| Kompressionsforhold                              | 10,3:1                         | 10,5:1                         | 10,5:1                         | 10,5:1                         |
| Max. effekt kW (HK) ved/ O pr min                | 75 (102) / 5600                | 75 (102) / 5600                | 75 (102) / 5600                | 75 (102) / 5600                |
| Moment (Nm) ved/ O pr min                        | 148 / 3800                     | 148 / 3800                     | 148 / 3800                     | 148 / 3800                     |
| Fødesystem                                       | Multipoint benzinindsprøjtning | Multipoint benzinindsprøjtning | Multipoint benzinindsprøjtning | Multipoint benzinindsprøjtning |
| Oliekapacitet (liter)                            | 4,5                            | 4,5                            | 4,5                            | 4,5                            |
| Modeller                                         | Golf IV, Bora                  | Golf V, Jetta, Touran          | Golf V, Jetta, Touran, Passat  | Golf V, Jetta, Touran          |